# Walter Schevenels
Walther (Walter) Schevenels (Anderlecht, 11 november 1894 - Sint-Lambrechts-Woluwe, 6 maart 1966) was een Belgisch syndicalist, docent en politicus voor de BWP.

## Levensloop
Schevenels groeide op in een syndicaal en socialistisch gezin. Zijn vader, Jules Schevenels, was secretaris van de Nationale Federatie van Metaalarbeiders (NFM) en zijn grootvader stichtend lid van de Brusselse afdeling van de Eerste Internationale.
In 1917 werd hij hoofdredacteur van De Nieuwe Tijd en in 1921 werd hij actief in de Provinciale Metaalbewerkersbond (PMB) van Antwerpen als secretaris. In deze periode was hij ook politiek actief. In 1925 werd hij verkozen in de Antwerpse provincieraad, waar hij vanaf 1927 tevens secretaris was. Daarnaast werd hij vanaf 1927 gemeenteraadslid en lid van de Commissie voor Openbare Onderstand te Deurne.
In 1929 werd hij aangesteld als adjunct-algemeen secretaris van het Internationaal Vakverbond (IVV), alwaar hij in 1931 de Duitser Johannes Sassenbach opvolgde als algemeen secretaris. Tijdens de Tweede Wereldoorlog vluchtte hij naar Londen, alwaar hij syndicaal actief bleef voor het IVV.
Na de Tweede Wereldoorlog werd hij aangesteld als adjunct-algemeen secretaris van het Wereldvakverbond. Na het schisma van 1948 in deze internationale vakbond werd hij algemeen secretaris van de Europese Regionale Organisatie (ERO) van het Internationaal Verbond van Vrije Vakverenigingen (IVVV).
Hij overleed aan een hartaanval.
- Bibliothèque nationale de France: cb155043533 (data)
- International Standard Name Identifier: 0000 0001 1006 4428
- Library of Congress Control Number: nr93019865
- Nederlandse Thesaurus van Auteursnamen: 070161828
- Système universitaire de documentation: 106925210
- Virtual International Authority File: 114653696
- WorldCat: E39PBJhmM7FDRh6TgpxyCMHt8C